# Jeremiasz IV (patriarcha Konstantynopola)
Jeremiasz IV, gr. Ιερεμίας Δ' (zm. 1824) – ekumeniczny patriarcha Konstantynopola w latach 1809–1813.

## Życiorys
Pochodził z Krety. W 1809 r. został wybrany patriarchą Konstantynopola. W 1813 r. zrezygnował z urzędu z powodów zdrowotnych. Zmarł w 1824 r.